# Feed.
Feed (stylisé avec un point, Feed., prononcé en anglais : /fiːd/, « nourrir ») est une start-up française du domaine agroalimentaire proposant des substituts de repas sous forme de poudres à diluer ou barres.

## Historique
Anthony Bourbon crée Feed en juin 2016, et le site est lancé en janvier 2017, en partant du constat qu'il était difficile de se nourrir de manière « pratique, saine et abordable ». La start-up américaine Soylent proposait dès 2013 des repas sous forme de poudre à diluer, et la start-up britannique Huel (en) depuis 2015.
En 2017, Feed lève 3,5 millions d'euros, en partie du fonds Kima Ventures de Xavier Niel.
Début 2019, deux ans après sa création, avec 10 millions d'euros de chiffre d'affaires, Feed serait valorisée à 200 millions d'euros et vend ses produits dans plus de 40 pays. 70 % des ventes de Feed se font alors en ligne, directement auprès de l'entreprise plutôt que via des distributeurs. Une partie des produits sont commercialisés dans plusieurs grandes et moyennes surfaces. Feed fabrique alors tous ses produits en France. En septembre 2019, Feed compte plus de 70 employés et 3 500 points de vente en France, Suisse, Belgique et au Luxembourg.
Avec la pandémie de Covid-19, les Français, confinés à domicile, reprennent l'habitude de cuisiner, et les ventes de l'entreprise, axées sur le prêt à consommer sans valeur gastronomique, s'en ressentent. Début 2020, l'entreprise change ses produits pour s'adapter à sa clientèle, : les recettes des produits sont revues, les bouteilles en plastique sont remplacées par des sachets monodoses, et une implantation aux États-Unis initialement prévue pour décembre 2018 est à nouveau repoussée.
À décembre 2021, la société a cumulé au total 33,7 millions d'euros de levées en capital.

## Produits
Feed propose une gamme de substituts de repas sous forme de poudres à diluer ou bien de barres de céréales, supposés satisfaire les apports journaliers recommandés du consommateur, et fournissant environ 650 calories par repas,. Anthony Bourbon affirme que ses produits sont « vegan, sans gluten, sans lactose, sans OGM, sans noix ».
En novembre 2018, Feed lance une gamme de substituts de repas sous forme de pâte à tartiner.

## Critiques
Plusieurs journalistes et associations de consommateurs ayant testé les produits de Feed notent plusieurs défauts : un mauvais goût, une impression d'insatiété ou de faim constante, et certains notent une perte de poids en consommant exclusivement les substituts de Feed.
Raphaël Godet, journaliste pour France TV Info, a fait un test des repas sous forme de poudre de Feed pendant dix jours. Il relève une envie forte après six jours de mâcher quelque chose, ce qu'un dentiste explique, « Les dents sont des organes comme les autres. Si vous ne les sollicitez pas, elles s'atrophient. Chez les personnes âgées, la non-mastication a de vraies conséquences, notamment en termes de troubles digestifs. » Au terme des dix jours, un examen au scanner révèle une perte de quelques centimètres de tour de hanches, mais un gain de masse musculaire.
La professeure Monique Romon, médecin nutritionniste et ancienne présidente de la Société française de nutrition, exprime sa surprise quant à la quantité d'ingrédients dans les barres Feed : « certains minéraux et certaines vitamines ne sont ni nécessaires, ni indispensables ». Elle relève des ingrédients pouvant être cancérigènes. Elle note enfin le risque de surconsommation de vitamines avec ces barres.
Jean-Pierre Poulain, sociologue de l'alimentation, commente à propos de Feed, « À mon avis, ça relève plus du fantasme, il n'y a rien de révolutionnaire. En France, où le coup de fourchette est sacré, ce type de repas aura du mal à faire son trou ».
En 2018, la pâte à tartiner de Feed est considérée comme « médiocre » par l'application de notation alimentaire Yuka, qui la considère comme « un peu trop calorique, gras et sucrée ».